# Proteinska banka podataka
Proteinska banka podataka, (engl. Protein Data Bank, PDB), je kolekcija 3D strukturnih podataka velikih bioloških molekula, kao što su proteini i nukleinske kiseline. Podaci su tipično dobijeni rendgenskom strukturnom analizom ili NMR spektroskopijom. Biolozi i biohemičari iz celog sveta doprinose stvaranju ove kolekcije. PDB je slobodno dostupan na Internetu. PDB nadzire organizacija pod nazivom Svetska proteinska banka podataka (engl. Worldwide Protein Data Bank, wwPDB).
PDB je ključni resurs u strukturno biološkim oblastima, poput strukturne genomike. Većina vodećih naučnih časopisa, i pojedine agencije za finansiranje, kao što je NIH u SAD, zahtevaju od istraživača da unesu njihove strukturne podatke u PDB. PDB sadržaj se smatra primarnim podacima, i postoje stotine izvedenih baza podataka koje kategorizuju podatke na razne načine. Na primer,  i CATH kategorizuju strukture na osnovu strukturno tipa i pretpostavljenih evolucionih odnosa; a  kategorizuje strukture na osnovu gena.

## Istorija
PDB je formiran 1971. godine. Njen osnivač je Valter Hamilton sa Brukhaven nacionalne laboratorije. Nakon Hamiltonove smrti 1973, Tom Koeztle je preuzeo nadzor nad PDB-om. Januara 1994, Joel Susman je bio imenovan za PDB rukovodioca. Oktobra 1998, PDB je transformisan u RCSB (engl. Research Collaboratory for Structural Bioinformatics). Transfer je završen juna 1999. Novi direktor je bila Helen M. Berman sa Rutgers univerziteta (jednog od RCSB institucija članica). 2003 sa  formiranjem, PDB je postao internacionalna organizacija. Svaki od četiri wwPDB člana dejstvuje kao centar za depoziciju, obradu i distribuciju PDB podataka. Obrada podataka se odnosi na činjenicu da wwPDB osoblje pregleda i anotira svaki podneti upis. Nakon toka se verodostojnost podataka se proverava. Izvorni kod tog softvera za validaciju je javno dostupan.

## Sadržaj
PDB baza podataka se ažurira sedmično (utorkom). U septembru 2010 PDB je imao sledeći sadržaj:
| Eksperimentalni metod    | Proteini | Nukleinske kiseline | Protein/Nukleinska kiselina kompleksi | Drugo | Total |
| ------------------------ | -------- | ------------------- | ------------------------------------- | ----- | ----- |
| difrakcija X-zraka       | 55480    | 1231                | 2605                                  | 17    | 59333 |
| NMR                      | 7512     | 925                 | 162                                   | 7     | 8606  |
| Elektronska mikroskopija | 214      | 17                  | 77                                    | 0     | 308   |
| Hybrid                   | 24       | 1                   | 1                                     | 1     | 27    |
| Other                    | 126      | 4                   | 4                                     | 13    | 147   |
| Total:                   | 63356    | 2178                | 2849                                  | 38    | 68421 |

48,715 struktura u PDB imaju strukturni faktor fajl.
5,901 struktura imaju NMR podatke.
Ovi podaci pokazuju da je većina struktura određena difrakcijom X-zraka, dok je oko 15% struktura određeno putem protein NMR. Kad se koristi difrakcija X-zraka dobijaju se približne koordinate atoma proteina. NMR eksperimenti daju procene rastojanja između parova atoma proteina, a konformacija proteina se dobija rešavanjem problema geometrije rastojanja. Nekoliko proteinskih struktura je određeno krio-elektronskom mikroskopijom.
U prošlosti PDB je rastao približno eksponencijalnom brzinom. Međutim, od 2007 brzina akumulacije novih proteina izgleda da je dostigla plato, sa 7263 proteina dodatih u 2007, 7073 u 2008, i 7448 u 2009.

## Fajl format
Fajl format koji je PDB inicijalno koristio se zove PDB fajl format. Taj originalni format je bio ograničen širinom računarskih bušenih karti na 80 slova po liniji. "Makromolekularni kristalografski informacioni fajl" format, mmCIF, je počeo da se primenjuje 1996. godine,. XML verzija ovog formata, zvana PDBML, se pojavila 2005. godine.
Proteinske strukture se mogu preuzeti u bilo kom od tih formata. Grafički paketi mogu direktno da pristupe strukturama na PDB sajtu:
- Za PDB fajlove, npr., http://www.pdb.org/pdb/files/4hhb.pdb.gz
- Za  fajlove, npr., http://www.pdb.org/pdb/files/4hhb.xml.gz

## Spoljašnje veze
- —
  -  (SAD)
  -  (Evropa)
  -  (Japan)
  -  Архивирано на веб-сајту  (20. октобар 2020) (SAD) – (engl. Biological Magnetic Resonance Data Bank)
- wwPDB dokumentacija
- PDB uvod u kristalografiju Архивирано на веб-сајту  (24. март 2011)
- Baza podataka nukleinskih kiselina, NDB Архивирано на веб-сајту  (17. април 2021)
- veb oruđa za proteinsku analizu